# Wille Sundling
Wille Sundling, född 1938, är en svensk violinist, även verksam som dirigent. Han är ursprungligen från Tranås.
Sundling var under 41 år violinist i Kungliga Filharmoniska Orkestern, varav en stor del av tiden som stämledare för violin II-stämman. Han har även framträtt som dirigent för orkestern, exempelvis som kombinerad dirigent och värd på Filharmonikernas familjedagar. Som dirigent har han dock oftare stått framför amatörorkestrar, och han är framför allt förknippad med Stockholms ungdomssymfoniorkester, som han var med om att skapa och vars dirigent han var 1978–2004. Sundling har även återkommande dirigerat exempelvis S:t Eriks orkesterförening (Stockholm) och Järfälla Kammarorkester.
Som violinist har Sundling ett stort antal gånger framträtt som solist med Kungliga Filharmoniska Orkestern och med en rad amatörorkestrar. Han har också varit medlem av Crafoordkvartetten, som var verksam 1970–86.

## Diskografi
- G. F. Händel J. H. Roman – Violinsonater, Euphonic (ELP 006) - 1972